# عمر الشهابي
عمر الشهابي عضو المكتب السياسي ومسؤول العلاقات الخارجية في الجبهة الشعبية لتحرير فلسطين - القيادة العامة. كان المسؤول المباشر عن عملية الجليل الشهيرة التي نفذتها الجبهة الشعبية لتحرير فلسطين القيادة العامة عام 1985م.

## مؤلفاته
- كتاب الصهيونية والاستعمار والإمبريالية.